# Shiv Sena

Pfeil und Bogen – das Wahlsymbol von Shiv Sena auf Stimmzetteln

Shiv Sena (SHS, Marathi: शिवसेना, śivsenā; Shivajis Armee) ist eine nationalistisch-hinduistische regionale politische Partei im indischen Bundesstaat Maharashtra. Die Parteimitglieder oder -anhänger werden als Shiv Sainiks bezeichnet.

## Parteigeschichte und -ideologie
Sie wurde von Bal Thackeray am 19. Juni 1966 gegründet. Thackeray hatte den Parteivorsitz bis zu seinem Tod am 17. November 2012 inne. Der aktuelle Vorsitzende ist sein Sohn Uddhav Thackeray. Die ursprüngliche Parteiideologie ist „Bhumiputra“ (Sohn der Erde). Ausgangspunkt ihres Denkens war die vermehrte Einwanderung von vor allem Südindern in die Wirtschaftsmetropole Bombay seit den 1950er Jahren. Shiv Sena beanspruchte deshalb Vorrechte für gebürtige Maharashtrier gegenüber Zugezogenen. Seit den 1970er Jahren verlegte sich die Partei stärker auf ihre zweite Ideologie Hindutva (Hindunationalismus) und definiert sich in Abgrenzung zu Moslems und Pakistan.
Im Jahr 2006 zog sich der mittlerweile 80-jährige Parteigründer Bal Thackeray aus der aktiven Politik zurück und ernannte seinen Sohn Uddhav zu seinem Nachfolger. Damit war jedoch Bal Thackerays Neffe Raj Thackeray nicht einverstanden und eine Familienfehde brach in der Partei aus, die letztlich damit endete, dass Raj aus der Partei ausschied und eine eigene Partei Maharashtra Navnirman Sena („neubegründete Sena von Maharashtra“) gründete. Ideologisch unterscheidet sich letztere nicht von Shiv Sena und sowohl Raj als auch Uddhav Thackeray berufen sich auf das Erbe Bal Thackerays.
Der Name Shiv Sena bezieht sich auf ihre Leitfigur, den marathischen König Shivaji, der sich im 17. Jahrhundert erfolgreich gegen die muslimischen Großmoguln behaupten konnte und nach dem sie seit ihrer Regierungsübernahme in Mumbai mehrere Einrichtungen, darunter den internationalen Flughafen und den größten Bahnhof der Stadt, umbenannt haben.

## Politische Allianzen und Regierungszeiten

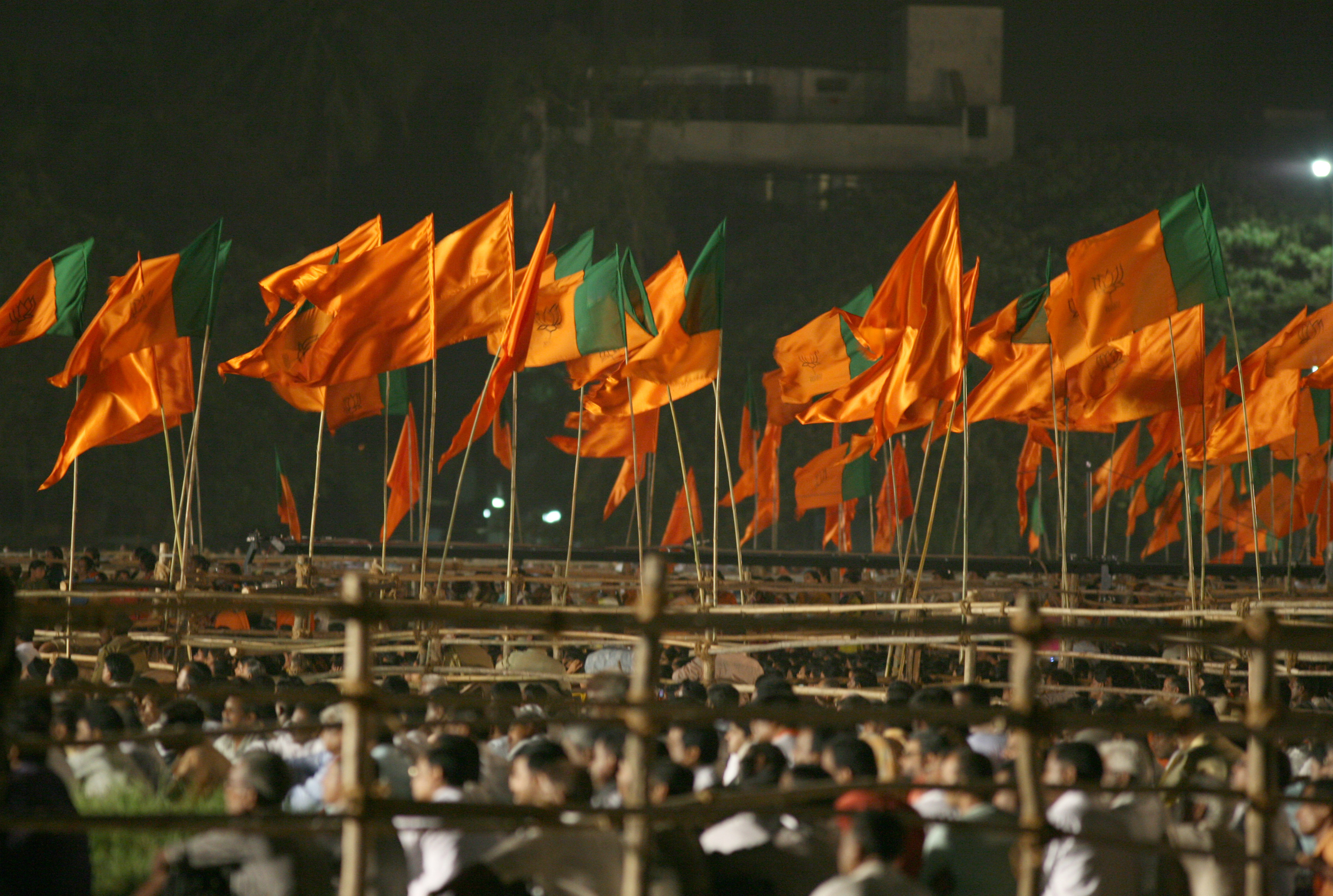
Orange Flaggen von Shiv Sena und BJP (mit grünem Streifen und Lotusblüten-Symbol) bei einer Wahlkampfveranstaltung in Mumbai 2009

Seit den 1980er Jahren besteht eine Allianz mit der Bharatiya Janata Party (BJP), mit der Shiv Sena in dem 1998 gegründeten Multiparteien-Wahlbündnis National Democratic Alliance verbunden ist. Von 1999 bis 2004 und erneut seit 2014 war Shiv Sena mit Kabinettsposten in den BJP-geführten Regierungen unter Atal Bihari Vajpayee und Narendra Modi vertreten.
Shiv Sena stellte von 1995 bis 1999 gemeinsam mit der BJP auch die Regierung Maharashtras, Chief Minister war Manohar Joshi. In ihre Regierungszeit fiel die Umbenennung der Stadt Bombay in Mumbai.
Seit März 2007 ist mit Shubha Raul zum ersten Mal eine Frau als Vertreterin der Shiv Sen zum Bürgermeister Mumbais gewählt worden. Raul, die ihren Parteikollegen Datta Dalvi ablöste, ist erst die dritte Frau in diesem Amt überhaupt. Insbesondere seit Datta Dalvis Amtszeit bemüht sich die Partei den wild wachsenden Slum Dharavi zu beseitigen bzw. einzudämmen und die Bewohner in Sozialwohnungen umzusiedeln – nicht zuletzt aus wirtschaftlichen Interessen einer zukünftigen Nutzbarkeit des Gebietes. Unter der Führung der Shiv Sena erhielt auch der Ausbau und die Verbesserung der Infrastruktur im Bundesstaat Maharashtra eine höhere Priorität.
Kurz vor der Parlamentswahl in Maharashtra im Oktober 2014 brach die dort seit 25 Jahren bestehende Allianz aus Shiv Sena und Bharatiya Janata Party (BJP) auseinander, da sich die beiden Parteien nicht auf gemeinsame Wahlkreisabsprachen einigen konnten. Bei der Wahl erzielte die BJP erhebliche Stimmengewinne und Shiv Sena ging nach längeren Verhandlungen mit der BJP wieder eine Koalitionsregierung ein.

## Kritik
Vor der Parlamentswahl 1998 bemängelte die Indische Wahlkommission (Election Commission of India), dass bei Shiv Sena keine innerparteilichen Wahlen vorgesehen waren. Laut Parteiverfassung war Thackeray lebenslanger Parteipräsident, ohne dass irgendwelche innerparteilichen Wahlen für Führungspositionen vorgesehen waren. Die Wahlkommission drohte mit dem Entzug der Anerkennung als politische Partei, sollte Shiv Sena nicht dazu übergehen, regelmäßige innerparteiliche Wahlen zu den Parteiorganen abzuhalten. Daraufhin wurde Thackeray in einer Wahl, die mehr einer Akklamation glich, am 21. Dezember 1997 zum Parteiführer gewählt. Es war die erste innerparteiliche Wahl, mehr als 30 Jahre nach der Parteigründung.
Am 28. Juni 1999 wurden Parteiführer Thackeray durch die indische Wahlkommission das aktive und passive Wahlrecht für 1 ½ Jahre entzogen. Er wurde unrechtmäßiger Wahlkampfpraktiken („corrupt electoral practices“) für schuldig befunden, indem er mehrere aufrührerische und aufstachelnde Reden bei einer Nachwahl in Maharashtra im Jahr 1986 gehalten hatte („communal and inflammatory speeches“, entspräche etwa dem deutschen Straftatbestand der Volksverhetzung).
Aufrührerische Unterstützer der Partei fallen regelmäßig durch politisch motivierte Gewaltaktionen auf. Shiv Sena-Parteigänger waren wesentlich verantwortlich für die Ausschreitungen zwischen Hindus und Muslimen in Bhiwandi 1984 und die Auseinandersetzungen 1992–93 in Bombay nach der Zerstörung der Babri-Moschee, die Hunderte Todesopfer forderten. Im Dezember 2003 randalierten Shiv-Sena-Anhänger in einem Stadion in Agra, in dem ein Cricketturnier zwischen Indien und Pakistan stattfinden sollte. Im November 2009 wurden die lokalen Fernsehstudios zweier indischer Sender von Shiv-Sena-Anhängern verwüstet, nachdem diese sich kritisch über die Partei und den Parteiführer Uddhav Thackeray geäußert hatten. Ein Parteisprecher lehnte anschließend eine Entschuldigung für den Vorfall ab und rechtfertigte die „spontane“ Aktion („If you target Sena, we will attack.“ – „Wenn Sena zum Ziel genommen wird, greifen wir an.“). Am 13. Oktober 2015 übergossen Shiv Sena-Anhänger den Publizisten Sudheendra Kulkarni mit schwarzer Farbe, als dieser ein Buch des ehemaligen pakistanischen Außenministers Khurshid Mahmud Kasuri in Mumbai vorstellte. Shiv Sena-Sprecher nannten die Aktion eine Form des „friedlichen Protests“ gegen Pakistan.

## Bisherige Wahlergebnisse
| Jahr | Wahl                               | Parlamentssitze |
| ---- | ---------------------------------- | --------------- |
| 1989 | Wahl zur Lok Sabha 1989            | 1/529           |
| 1990 | Parlamentswahl in Maharashtra 1990 | 52/288          |
| 1991 | Wahl zur Lok Sabha 1991            | 4/521           |
| 1995 | Parlamentswahl in Maharashtra 1995 | 73/288          |
| 1996 | Wahl zur Lok Sabha 1996            | 15/543          |
| 1998 | Wahl zur Lok Sabha 1998            | 6/543           |
| 1999 | Wahl zur Lok Sabha 1999            | 15/543          |
| 1999 | Parlamentswahl in Maharashtra 1999 | 69/288          |
| 2004 | Wahl zur Lok Sabha 2004            | 12/543          |
| 2004 | Parlamentswahl in Maharashtra 2004 | 62/288          |
| 2009 | Wahl zur Lok Sabha 2009            | 11/543          |
| 2009 | Parlamentswahl in Maharashtra 2009 | 44/288          |
| 2014 | Wahl zur Lok Sabha 2014            | 18/543          |
| 2014 | Parlamentswahl in Maharashtra 2014 | 63/288          |
| 2019 | Wahl zur Lok Sabha 2019            | 18/542          |